# Ajakos tányércsiga
Az ajakos tányércsiga (Anisus spirorbis) a csigák (Gastropoda) osztályának Lymnaeoidea öregcsaládjába, ezen belül a Planorbidae családjába tartozó Európában elterjedt, tüdővel lélegző faj.
Nemének a típusfaja.

## Előfordulása
Az ajakos tányércsiga a nyugati Mediterráneum kivételével egész Európában előfordul. Elterjedése területe keleten egészen Szibériáig, délkeleten Anatóliáig terjed. Svájcban 1500 m magasságig található meg. Németországban és Tirolban veszélyeztetett, Svájcban sérülékeny státuszban van.

## Megjelenése

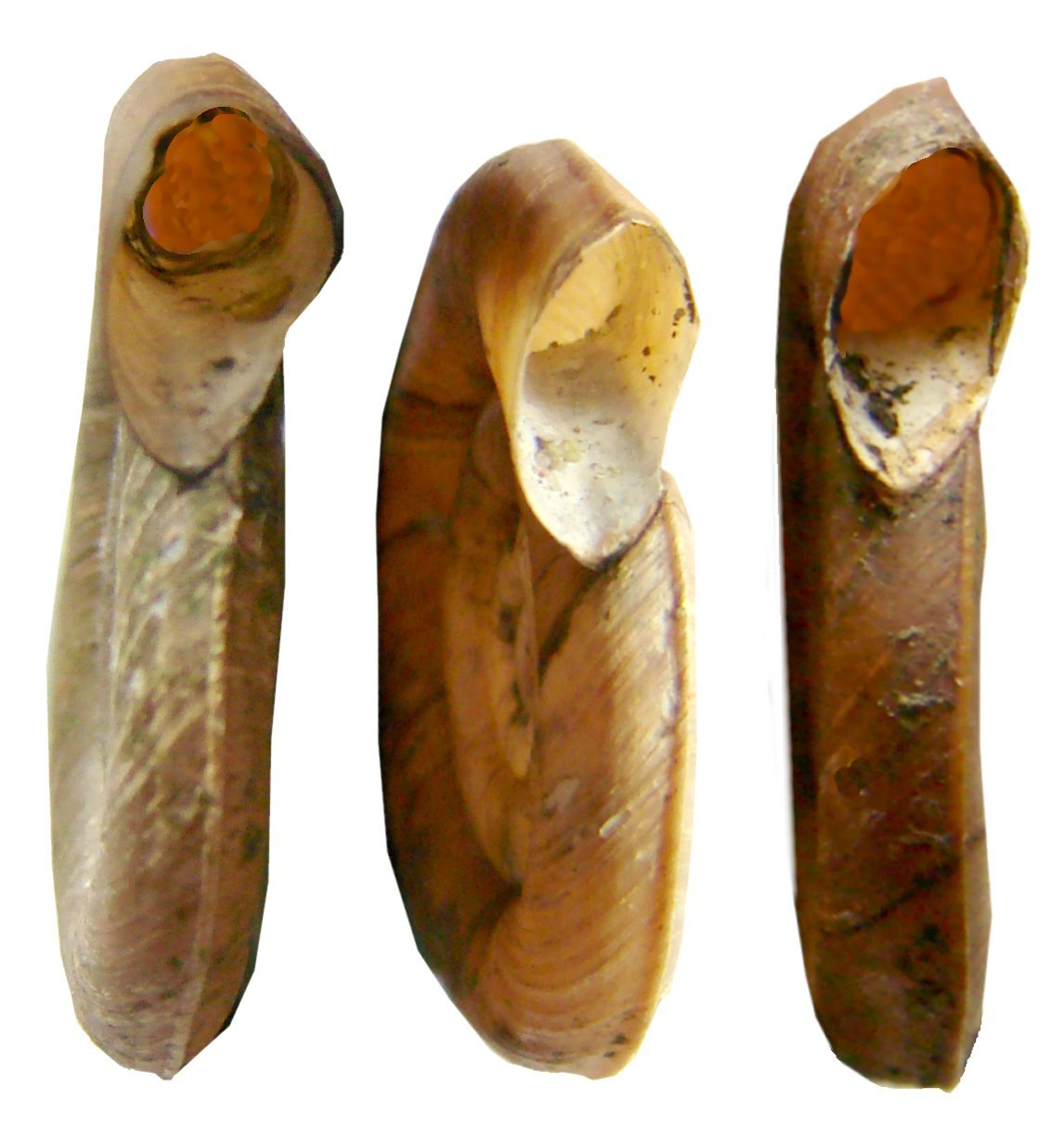
A csigaház oldalról

A csiga háza 1–2 mm magas, 6–7 mm széles, 5-6 kanyarulatból áll. Színe sárga szaruszínű, áttetsző, a kanyarulatok felső része domború, alsóbb lapos, így a csigaház oldalról nézve kissé szögletes. Az utolsó kanyarulat kb. kétszer szélesebb az utolsó előttinél. A hasonló csavart tányércsigától (A. leucostoma) abban különbözik, hogy utolsó kanyarulata szélesebb és háza magasabb. Szájadékán belül fehér, ajakszerű megvastagodás lehet. Az állat kicsi, vörösbarna vagy szürkésfekete, tapogatói nem túl hosszúak és áttetszőek. Házát balra billentve hordja.

## Életmódja
Kisebb állóvizekben, mocsarakban, időszakos tavacskákban fordul elő, elsősorban a síkvidékeken. Igénytelen faj, olyan helyeken is megél ahol a többi vízicsiga nem, például a szikes tavakban. Ahol előfordul, ott gyakori. Elviseli a tavak időszakos kiszáradását is, ilyenkor háza bejáratát hártyával zárja le.
Ivarérettségüket 3-6 hónapos korukban érik el. Párzás után 3-7 petét tartalmazó petecsomagokat raknak le. A peték a víz hőmérsékletétől függően akár már 7 nap múlva is kikelhetnek. Élettartamuk kb. 2 év.